# Robert Alan Dahl

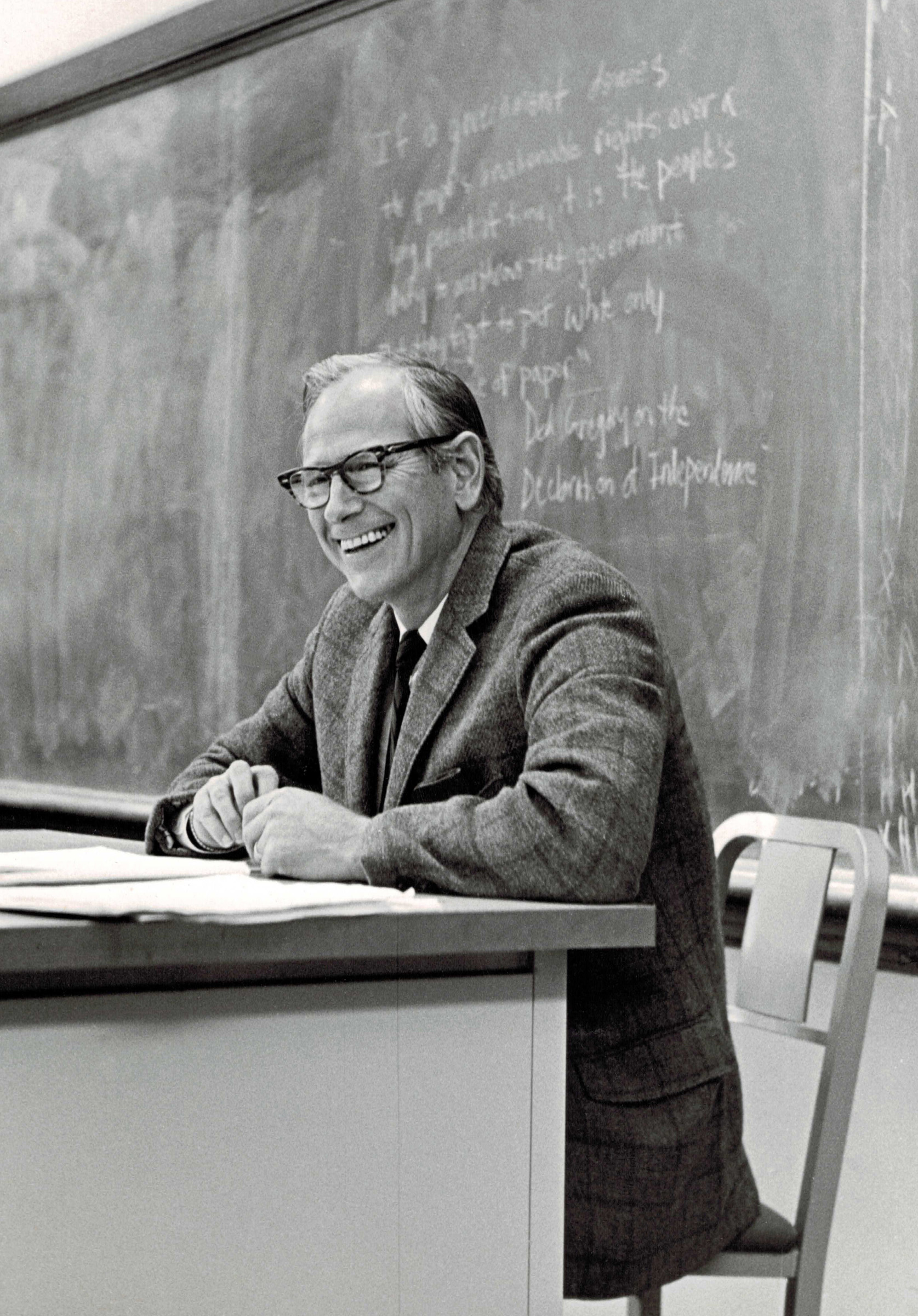
Robert Dahl

Robert Alan Dahl (* 17. Dezember 1915 in Inwood; † 5. Februar 2014 in Hamden) war ein US-amerikanischer Politikwissenschaftler.

## Leben
Dahl wuchs in der kleinen Gemeinde Inwood in Iowa auf, wo er auch geboren wurde. 1925 zogen seine Eltern mit ihm nach Alaska, das damals noch kein US-Bundesstaat war. Er studierte an der University of Washington und graduierte an der Yale University, wo er 1940 seine Dissertation Socialist Programs and Democratic Politics: An Analysis vorlegte.
Ab 1936 arbeitete er für das National Labor Relations Board in Washington und kämpfte im Zweiten Weltkrieg als Infanterist unter anderem in den Vogesen. Nach dem Krieg wurde er an die Yale University berufen und dort später zum Sterling Professor für Politikwissenschaft ernannt. Er war Präsident der American Political Science Association, Mitglied der National Academy of Sciences, der American Academy of Arts and Sciences (1960), der American Philosophical Society (1960), der British Academy (1973) und Autor auf dem Gebiet der Politiksoziologie. 1986 wurde er emeritiert.

## Wirken
Bekannt wurde Dahl durch seine Arbeiten zur Demokratietheorie, wobei insbesondere der politikwissenschaftliche Begriff der Polyarchie eng mit seinem Namen verbunden ist. Seine Arbeiten über die Demokratie – insbesondere seine Studien über „Partizipation“ und „Pluralität“ – wurden international beachtet. 1995 wurde er mit dem Johan-Skytte-Preis ausgezeichnet.
In den 1960er Jahren führte Dahl eine Grundsatzdiskussion mit Charles Wright Mills über die Natur der politischen US-Herrschaftsstrukturen, die dieser in seinem Buch The Power Elite beschrieben hatte. Mills untersuchte die Beziehungen unter Führern von Militär, Politik und Industrie und beobachtete, dass sie meist eine Eliteuniversität besucht hatten, Mitglieder der gleichen exklusiven Clubs seien und oftmals innerhalb ihres engen elitären Kreises heirateten. In seiner Analyse kam er zu dem Ergebnis, dass eine dreiteilige Elitenkoalition (Inhaber von Spitzenpositionen in Großunternehmen, in der politischen Exekutive und im Militär) die entscheidenden Machtpositionen innehabe, diese Positionen stark miteinander verflochten seien und eine Konvergenz ihrer Interessen stattgefunden habe. So sei vom geforderten Pluralismus, der die Machtkontrolle und -verteilung fördern soll, wenig übrig geblieben. Diese Thesen kritisierten zahlreiche Soziologen und Politologen, so auch Dahl. Er beanstandete besonders die von Mills angewandte soziometrische Reputationsmethode und konterkarierte sie in seinem Werk Who Governs? mit der Entscheidungsmethode – beides Verfahren, die heute in der Macht- und Eliteforschung der politischen Soziologie bestens vertraut sind. (Siehe auch Power Structure Research.)

## Werke (Auswahl)
- 2006. On Political Equality, 2006, 120 S., Yale University Press, ISBN 978-0-300-12687-7 (Themen: die Grundlagen der Demokratie, die Bedeutung politischer Teilhabe für die Demokratie, eine Skala für den Grad der Polyarchie, zwei Zukunftsszenarien); Übersetzung: Gabriele Gockel, Barbara Steckham, Thomas Wollermann: Politische Gleichheit - ein Ideal? Hamburger Edition, Hamburg 2006, ISBN 978-3-936096-72-9.
- 2003. How democratic is the American Constitution? New Haven, Conn. ISBN 0-300-09524-4.
- 1998. On Democracy, ISBN 978-0-300-08455-9
- 1989. Democracy and its critics, New Haven and London, ISBN 0-300-04938-2
- 1982. Dilemmas of Pluralist Democracy - Autonomy vs. Control., New Haven and London, ISBN 0-300-03076-2.
- 1975. Und nach der Revolution? Herrschaft in einer Gesellschaft freier Menschen. Frankfurt ISBN 3-593-32066-5.
- 1973. Tufte, Edward Roef: Size and democracy. Stanford Calif. ISBN 0-8047-0834-7.
- 1973. Polyarchy: Participation and Opposition. New Haven.
- 1973. Governing the giant corporation. In: Corporate power in America, S. 10–24.
- 1973. Equality and power in American society. In: Urban politics and public policy. The city in crisis, S. 55–64.
- 1972. Democracy in the United States. Promise and performance. Chicago ISBN 0-528-65294-X.
- 1971. Polyarchy. Participation and opposition. New Haven, Conn. ISBN 0-300-01565-8.
- 1971. After the revolution? Authority in a good society. New Haven ISBN 0-300-01447-3.
- 1968. A critique of the ruling elite model. In: Charles Wright Mills and the power elite, S. 25–36.
- 1967. The evaluation of political systems. In: Contemporary political science: toward empirical theory, S. 166–181.
- 1967. Pluralist democracy in the United States. Conflict and consent. Chicago.
- 1966. Some explanations. In: Political oppositions in Western democracies, S. 348–386.
- 1966. Political oppositions in Western democracies. New Haven.
- 1966. Patterns of opposition. In: Political oppositions in Western democracies, S. 332–347.
- 1966. Lindblom, Charles E.: Social techniques. In: Public policies and their politics, S. 1–13.
- 1965. Who governs? Democracy and power in an American city. New Haven.
- 1964. Power in an American city. The executive-centered coalition. In: Political leadership in American government, S. 324–347.
- 1964. Congress and foreign policy. New York.
- 1963. Modern political analysis. Englewood Cliffs NJ.
- 1963. A preface to democratic theory. Chicago Ill.